# Kantyła
Kantyła (1414, ok. 1423–4 Canten, Cantil, 1570 Kanilla, niem. Kantilla / Kantylla) – osada (pierwotnie folwark i leśniczówka) położona w Polsce, w województwie kujawsko-pomorskim, w powiecie brodnickim, w gminie Brzozie, około 8 km na północny wschód od Brodnicy.
W latach 1975–1998 osada położona była w województwie toruńskim.
We wsi zachowały się fragmenty zabudowań zespołu dworsko-parkowego (ich pierwotna funkcja obecnie niemożliwa do identyfikacji), około 70-letnia aleja świerkowa oraz resztki starodrzewia parkowego (jesiony, robinie akacjowe), a także krzewy ozdobne (lilak, jaśminowiec).
Wieś ma połączenie z Jajkowem i Świeciem poprzez drogę gminną nr 080301C Jajkowo – Świecie.

## Historia
- 1414 – księgi szkodowe odnotowują 150 grzywien strat wojennych.
- od ok. 1423–4 miejscowość należy do komturstwa brodnickiego jako własność rycerska, jej posiadacz zobowiązany był do 1 służby w zbroi lekkiej.
- 1446 wśród rycerstwa komturstwa brodnickiego wymieniony został Jeske z Cantil.
- 1566 – Anna z Jajkowa odstępuje swemu bratankowi Jakubowi Kantyłowskiemu swą część w Świeciu i Kantyle
- 1567 – Valten Kantyłowski sprzedał 5 łanów Rafałowi Działyńskiemu
- 1570 – Jakub Kantyłowski miał 7 łanów, 2 zagrodników, Mikołaj Kantyłowski 2 łany, Rafał Działyński 2,5 łana.
- ok. 1882 – miejscowość miała 612 mórg powierzchni, 10 budynków, 4 domy, 39 mieszkańców (wyznania rzymsko-katolickiego)
- pocz. XX w. – miejscowość miała 156,4 ha powierzchni, 2 budynki mieszkalne, 20 osób (w tym 25% wyznania rzymskokatolickiego, 75% wyznania ewangelickiego).
- 1921 – osada miała 2 domy, 14 mieszkańców (8 katolików, 6 ewangelików).